# 好冷生物

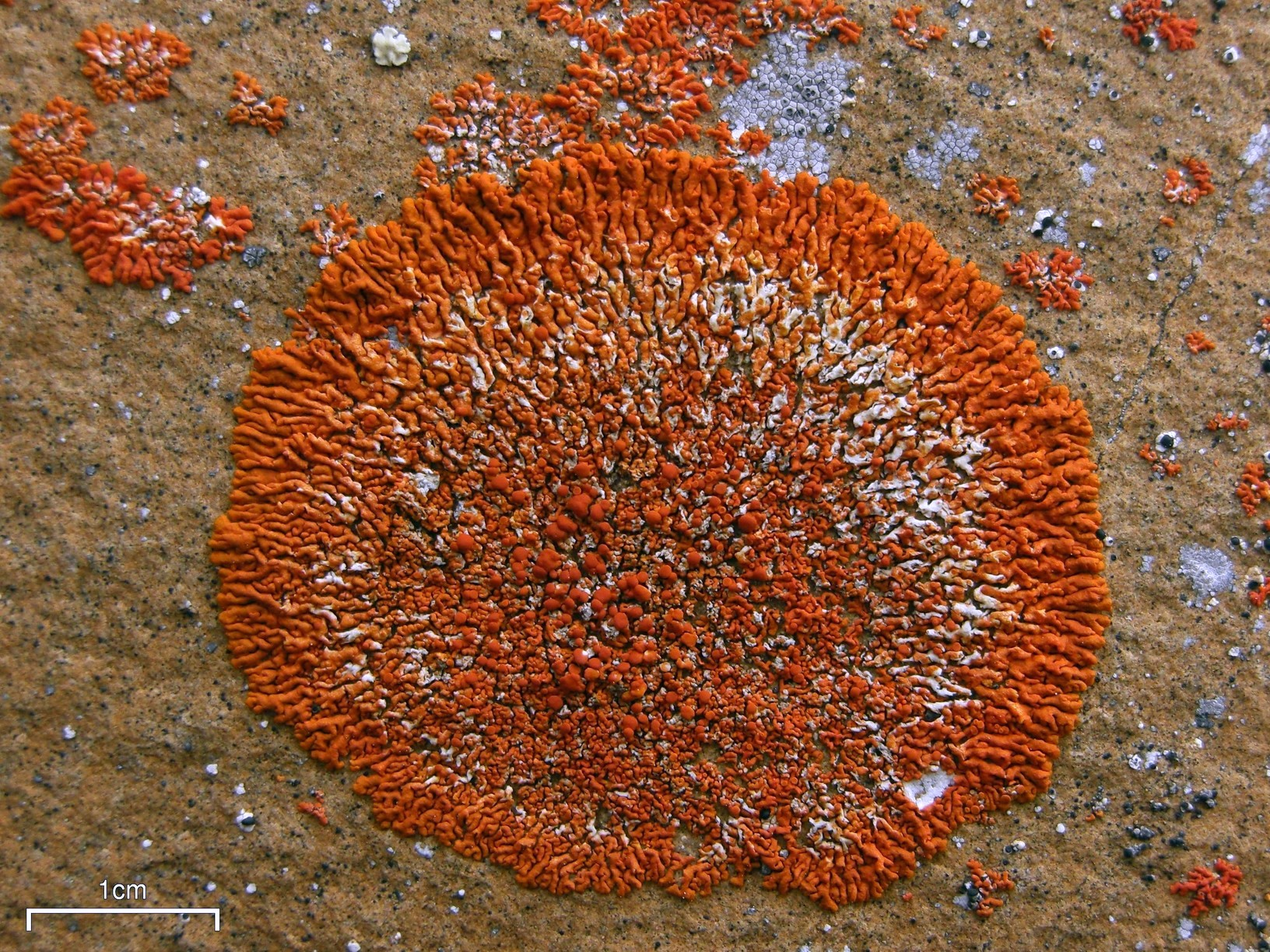
地衣類Xanthoria elegansは-24 °Cで光合成を維持することができる。

好冷生物（こうれいせいぶつ、psychrophile又はcryophile）は至適成育温度が+20 °C以下の生物であり、極限環境生物の一種である。

## 解説
生育温度の下限は-20 °C程度であると提案されており、それが事実であるならば好冷生物とは-20 °C 〜 +20 °C の温度範囲で生育及び繁殖が可能な微生物である。一般的に最適な成育温度は15°C以下とされ、極地や深海など恒久的に寒冷な地域で見られる。好冷生物に対して、至適成育温度が+20 °C 〜 +50 °Cのものを中温生物（mesophile）、50 °C以上のものを好熱生物（thermophile）と呼ぶ。英語のPsychrophileはギリシャ語で「寒冷を愛する」という意味で、ψυχρός（ psukhrós ：寒い、凍った）に由来する。
好冷生物は一般的には真正細菌又は古細菌であるが、一部の地衣類、氷雪藻、植物プランクトン、真菌類、ナンキョクユスリカといった真核生物も好冷生物として扱うことがある。

## 生物学

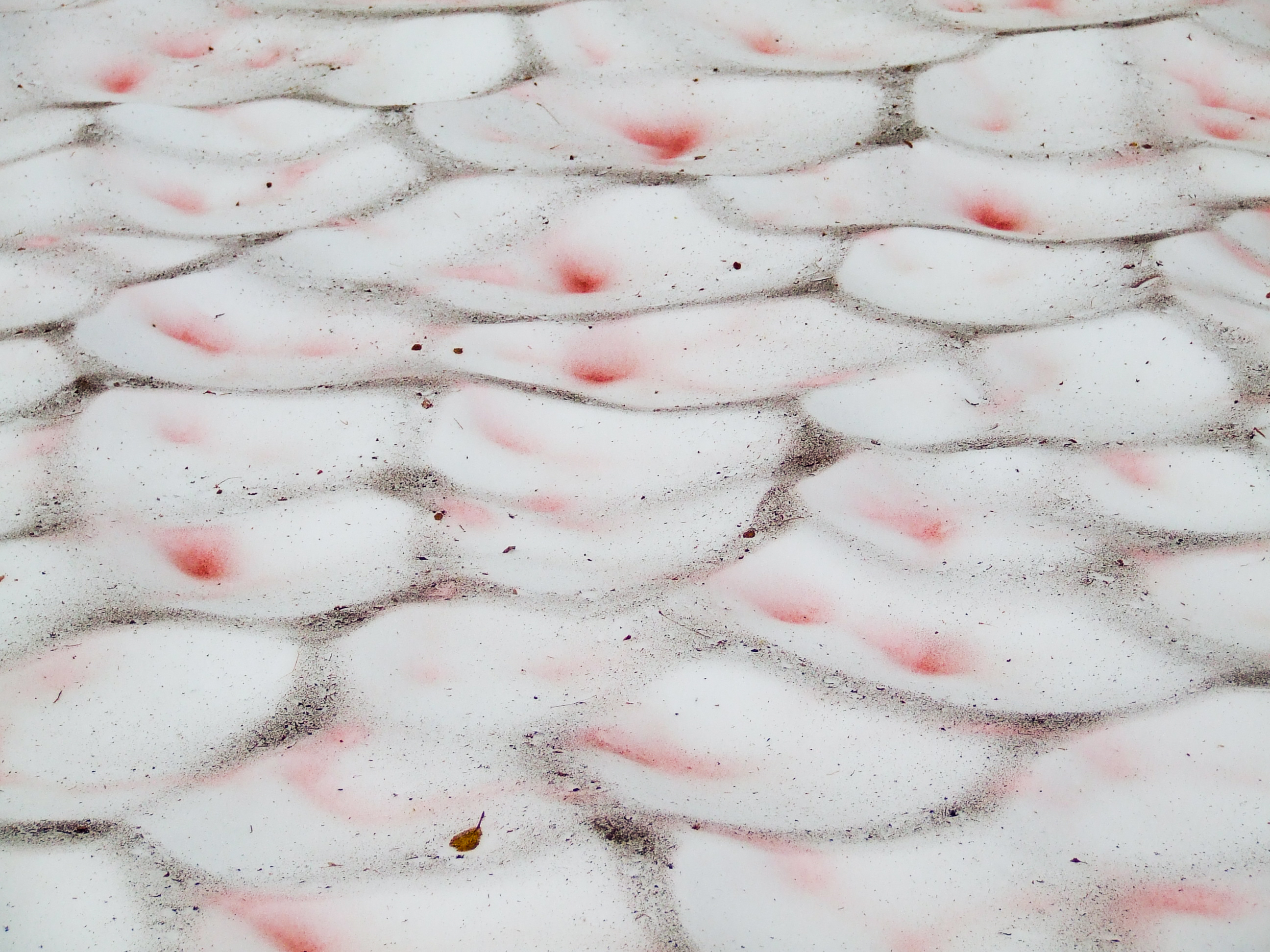
氷雪藻Chlamydomonas nivalis

### 生息地
北極・南極、永久凍土、氷河、雪原、深海など、10 °C未満の温度の環境に好冷生物は生息する。また、塩分濃度の高い海氷の窪みや、-39 °C未満の凍結した土壌においても見出される。好冷生物は、低温に加えて、他の極端な環境制約にも適応する必要がある。これらの制約には、深海での高圧や一部の海氷での高塩濃度が含まれる 。

### 低温耐性機構

#### 乾燥及びガラス化
一部の好冷生物は、温度低下が緩慢に進行する限り、氷結によって引き起こされる乾燥とガラス化（ガラス転移）を利用して氷の凍結と膨張から自身を保護する。遊離の生細胞は、-10 °Cから-26 °Cの間で乾燥およびガラス化する。多細胞生物の細胞は、-50 °C未満の温度でもガラス化する可能性が示されている。細胞はこれらの温度に達するまで細胞外液中でいくつかの代謝活性を維持すると考えられており、常温に戻ると通常の生命活動に復帰する。

#### 凍結防止
好冷生物の内部空間を液体に保ち、温度が水の凝固点を下回った時にDNAを保護するために不凍タンパク質は合成される。不凍タンパク質は氷の形成或いは形成後の再結晶化を防ぐ。

#### 好冷性酵素
化学反応速度は温度に強く影響され、ほとんどの場合温度の低下に伴い指数関数的に低下する。（→反応速度論）
さらに透過係数は温度の低下に伴う粘度の増加によって低下する。これらの問題にも関わらず低温で高い比活性を示す寒冷適応酵素が発見されている。
これらの酵素は、寒さへの適応の手段として細胞の活動の活性－安定性－柔軟性の関係に関与すると考えられている。酵素の分子構造の柔軟性は環境の凍結効果の影響を低減するとされている。
好冷生物は低温による脂質細胞膜の硬化を克服する必要もある。これを達成するために、好冷生物の脂質膜は短鎖の不飽和脂肪酸を多く含む構造となっている。長鎖の飽和脂肪酸と比較して、短鎖の脂肪酸を組み込むと、脂質細胞膜の融点が低くなり低温での膜の流動性が高くなる。さらに、カロテノイドが膜に存在し、膜の流動性を調節するのに役立っている

#### VNC
ビブリオ属細菌やアエロモナス属細菌などのグラム陰性細菌といったいくつかの好冷菌はVNC状態に移行することがある。VNCとなると微生物は細胞呼吸と基質の代謝は可能だが細胞分裂は不可能となる。但し、この状態は可逆性が高いという利点がある。VNCは積極的な生存戦略なのか、それとも最終的に細胞の死を招くのかは議論が分かれている。生存に大いに有利であるという証拠として、グラム陽性の放線菌門細菌は南極大陸やカナダ、シベリアの永久凍土で約500,000年間生息していることが示された。

### 分類学上区分
好冷生物は細菌だけでなく、地衣類、氷雪藻、真菌類、植物プランクトン、あるいは一部の昆虫も含む。
極端な寒冷条件に耐性がある細菌としてはアルスロバクター属（Arthrobacter）とサイクロバクター属（Psychrobacter）の一部の種及びハロモナス属（Halomonas）やシュードモナス属（Pseudomonas）、ヒフォモナス属（Hyphomonas）、スフィンゴモナス属（Sphingomonas）の種全般が知られている。Chryseobacterium greenlandensisは120,000年前の氷から発見された。
Umbilicaria antarcticaとXanthoria elegansは-24°Cでの光合成が記録されている地衣類であり-10°Cで生育することができる。ある種の針葉樹など一部の多細胞真核生物は氷点下でも代謝活性を示すことがあり、例えばユスリカは‐16°Cでも生存する。

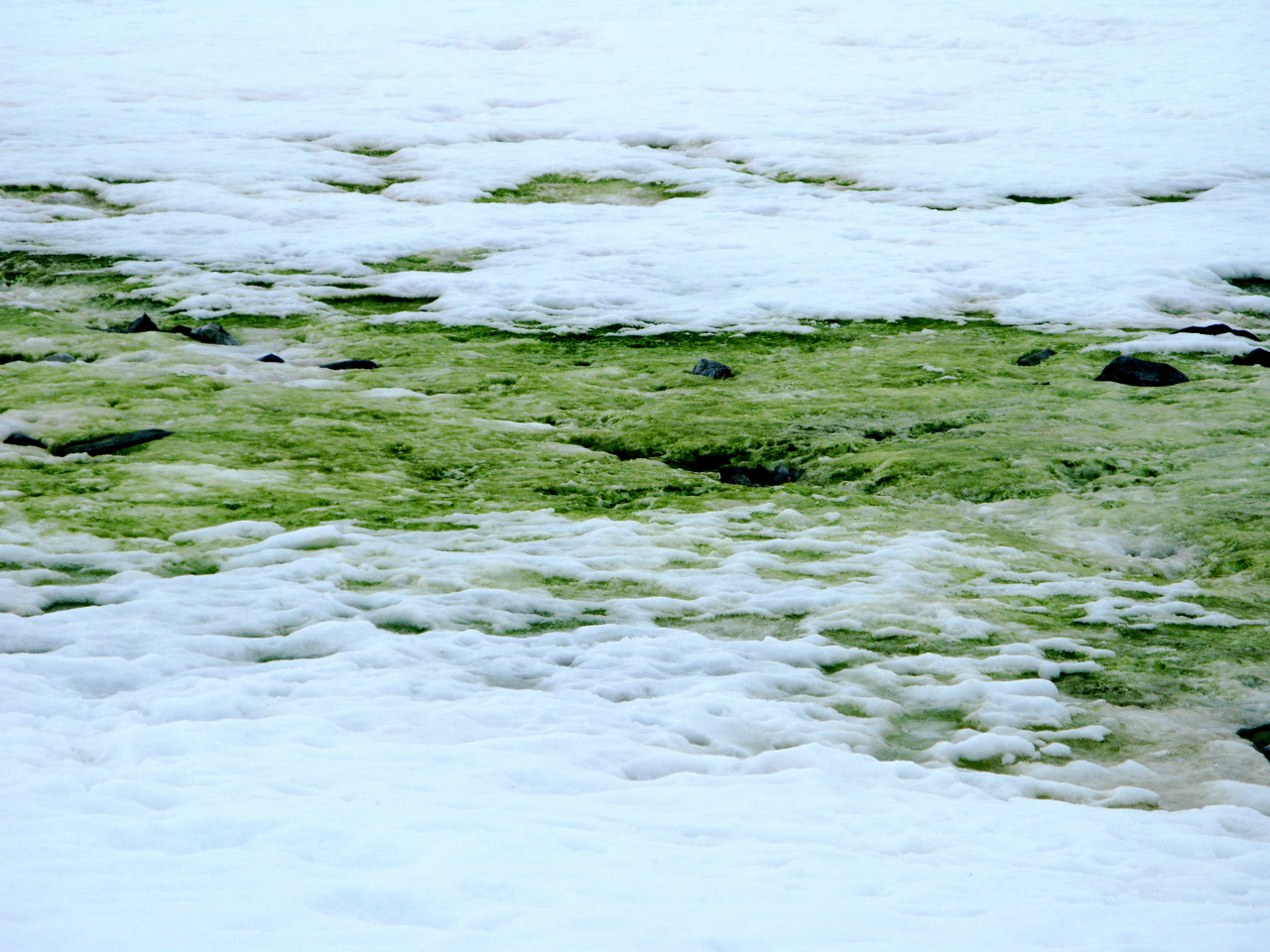
好冷性藻類は低温環境に耐性を有する。写真は南極の雪の上で生育するクラミドモナス属緑藻。

雪中又は氷中に生息する微細藻類には緑藻、褐藻、及び紅藻が含まれる。クロロモナス属（Chloromonas）、クラミドモナス属（Chlamydomonas）及びクロレラ属（Chlorella）といった氷雪藻の種は極地環境にも見出される。
一部の植物プランクトンは、極圏海域において海氷が形成する際に生じる極度の低温と高塩分に対して耐性を持つ。例として、Fragilariopsis cylindrus, Nitzchia lecointeii, Entomoneis kjellmanii, Nitzchia stellata, Thalassiosira australis, Berkelaya adeliense及びNavicula glacieiなどの珪藻類が挙げられる
アオカビ属（Penicillium）は極度の低温環境を含む幅広い環境条件で見られる真菌である。
好冷性昆虫の例として、ice crawlerとも呼ばれるガロアムシ科昆虫は山頂で見られ、その最適生育温度は1～4°Cである。昆虫で最小のゲノムを持つことで知られるユスリカ科のナンキョクユスリカ（Belgica antarctica）は高濃度の塩分、極度の低温、及び強力な紫外線に耐性を持つ。990万塩基対というコンパクトなゲノムサイズは極限環境で生きるために適応した結果だと考えられている。

## 好冷性細菌（低温菌）
好冷性細菌、あるいは低温菌（英:psychrophilic bacteria）とは発育至適温度に関係なく5~7℃で7~10日以内に寒天培地に肉眼的に識別できるコロニーを形成する細菌。これらの細菌は自然界に広く分布し、10~30℃でよく発育し、脂肪分解能やタンパク質分解能を有し、食品の腐敗に関係する。Pseudomonas属は代表的な低温菌であり、脂肪分解酵素、蛋白分解酵素が低温下で産生量が増加するため、低温保存下の乳の腐敗の原因となる。
好冷性の微生物は7℃未満で生存でき、それよりも高い温度よりもむしろよく生育する。好冷性細菌及び真菌は冷蔵温度でも繁殖するため食品の腐敗やエルシニア属（Yersinia）などのように食中毒の原因となり、食品の貯蔵寿命を規定する。これら菌は食品中だけでなく土壌、海水面や海中、南極の生態系で見出される。
好冷性細菌は酪農産業において特に問題視される。これを排除するため低温殺菌が行われるが、衛生管理が不十分なために殺菌後も乳製品に含まれる場合もある。コーネル大学の食品科学学部によると好冷菌は7℃以下でも繁殖できる。冷凍温度でなら好冷菌の生育はごくわずかになるか実質的に停止する。
南極に生息するシュードモナス・シリンガエ（Pseudomonas syringa）においてRecBCD酵素の3つのサブユニットはすべてこの細菌の生理活性、DNA損傷の修復や低温での生育の補助、に必要不可欠である。好冷性のシュードモナス・シリンガエと中温性の大腸菌（E. coli）で、完全なRecBCD複合体は交換可能であった。ただし、2菌種のRecBCタンパク質は同一ではなく、大腸菌由来のタンパク質（RecBCEc）DNAの組換え及び修復に優れ、従ってシュードモナス・シリンガエの低温での生育を補助するのに対して、シュードモナス・シリンガエ由来のタンパク質（RecBCPs）ではそれらの機能は不十分である。RecBCDPsのヘリカーゼ及びヌクレアーゼ活性は低温でのシュードモナス・シリンガエのDNA修復及び生育に重要であるが、RecBのヌクレアーゼ活性はin vivoにおいて必須ではない。

## 好冷性微細藻類

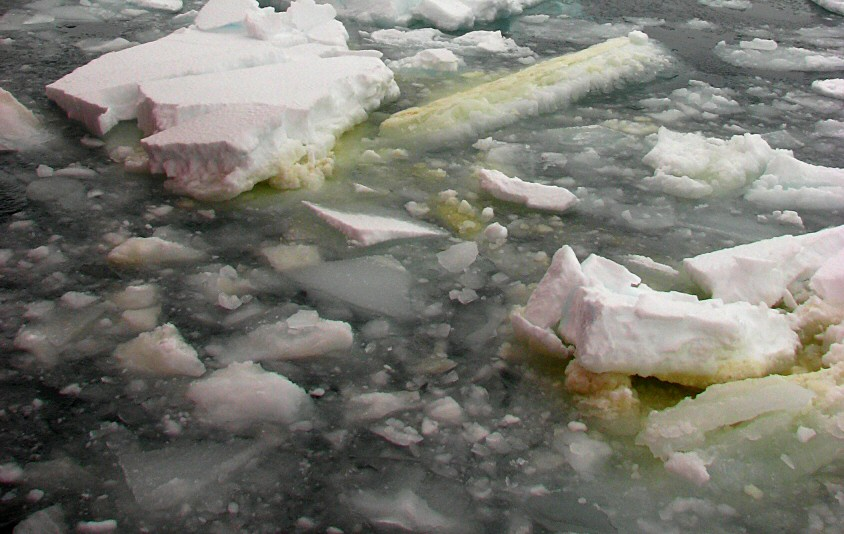
ロス海の割れた海氷周辺の海面を覆う南極の珪藻類

極度の低温への耐性を持つ微細藻類は雪、氷、及び低温の海水で生存することができる。十分な日光がある雪上にて、陸地、雹が、又は海氷を覆う雪面に藻類ブルームが現れることがある。このような氷雪藻は積雪表面を暗くし、融雪に寄与することがある。海氷では、非常に高い塩分濃度と非常に低い温度の両方に耐性を持つ植物プランクトンが生息することがある。好冷性植物プランクトンには珪藻の一種である<i>Fragilariopsis cylindrus</i>が知られている。南極付近の寒冷な海水に生息する植物プランクトンはしばしば高いタンパク質含量を有し、なかにはこれまで測定された中で最高のRubisco様タンパク質濃度を持つものもいる。

## 好冷性昆虫

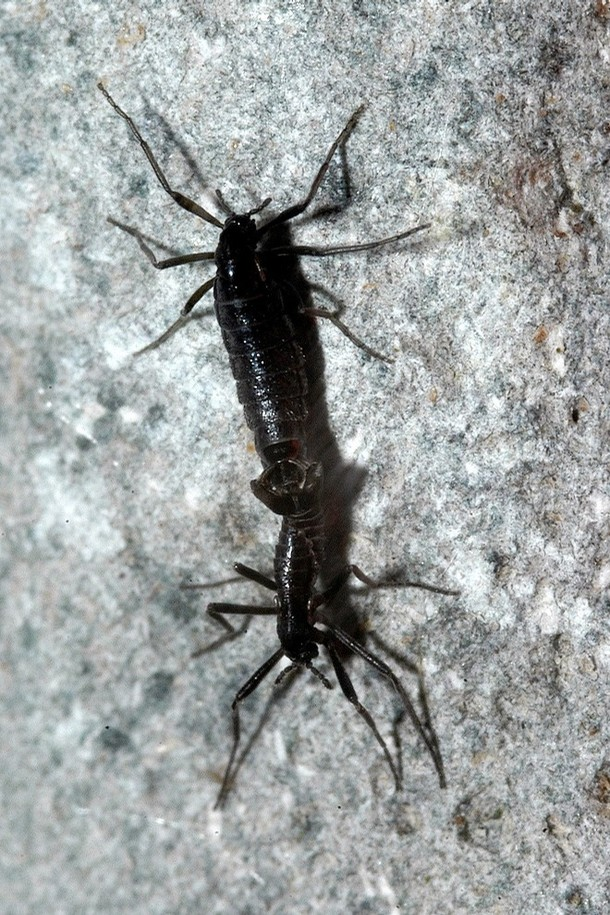
好冷性ユスリカ科生物のBelgica antarctica

好冷性昆虫（日和見で、寒さに対して敏感なものでなく）はいくつかの共通のメカニズム、(1)寒冷耐性(2)凍結防止(3)凍結耐性、により低温で生存できる。寒冷耐性だけでは低度又は中程度の凍結温度に長時間曝露されたときその温度に屈服する。凍結防止があるなら過冷却状態での氷点下でも長時間生存できるが、過冷却点で死滅する。凍結耐性があれば、氷点下で体内に氷の結晶が形成されても生き延びる。昆虫における凍結耐性は種によって異なり、部分的に示すもの（例：Tipula paludosa, Hemideina thoracica）、中程度のもの（例：Cryptocercus punctulatus）、強力なもの（例：Eurosta solidaginis, Syrphus ribesii）、及び過冷却点以下でも凍結耐性を示すもの（例：Pytho deplanatus）がいる。

## 低温菌との比較
1940年にZoBellとConnは真の好冷生物或いは比較的低温にいるときに最もよく生育する生物には出会ったことが無いと述べた。1958年にJ. L. Ingrahamはこれを支持し、好冷生物の教科書的な定義に合致した細菌はほとんど又は全く存在しないと結論付けた。Richard Y. Moritaはこのことを強調するために、好冷菌（psychrophile）の定義に当てはまらないが氷点下で生育可能な生物を記述する用語として低温菌（psychrotroph）という用語を用いた。研究者が実験室温度での好冷性生物の熱不安定性に無関心だったため、低温菌と好冷菌という2つの用語の混同が始まった。このため、初期の研究者は細菌の分離株の主要な成育温度を決めなかった。
両者はともに0℃で生育する点で同じであるが、最適及び上限生育温度は低温菌に比べて好冷菌のそれでより低い。好冷菌は低温菌に比べて恒久的に寒冷な環境からより多く分離されることが多い。好冷菌由来の酵素はその生産及び処理費用が既存の市販酵素よりも高いため、あまり使用されていない。好冷菌及び低温菌への研究者の関心の高まりと再開は環境の改善やエネルギー節約に寄与すると期待されている。